# Wereldvoetballer van het jaar 2000

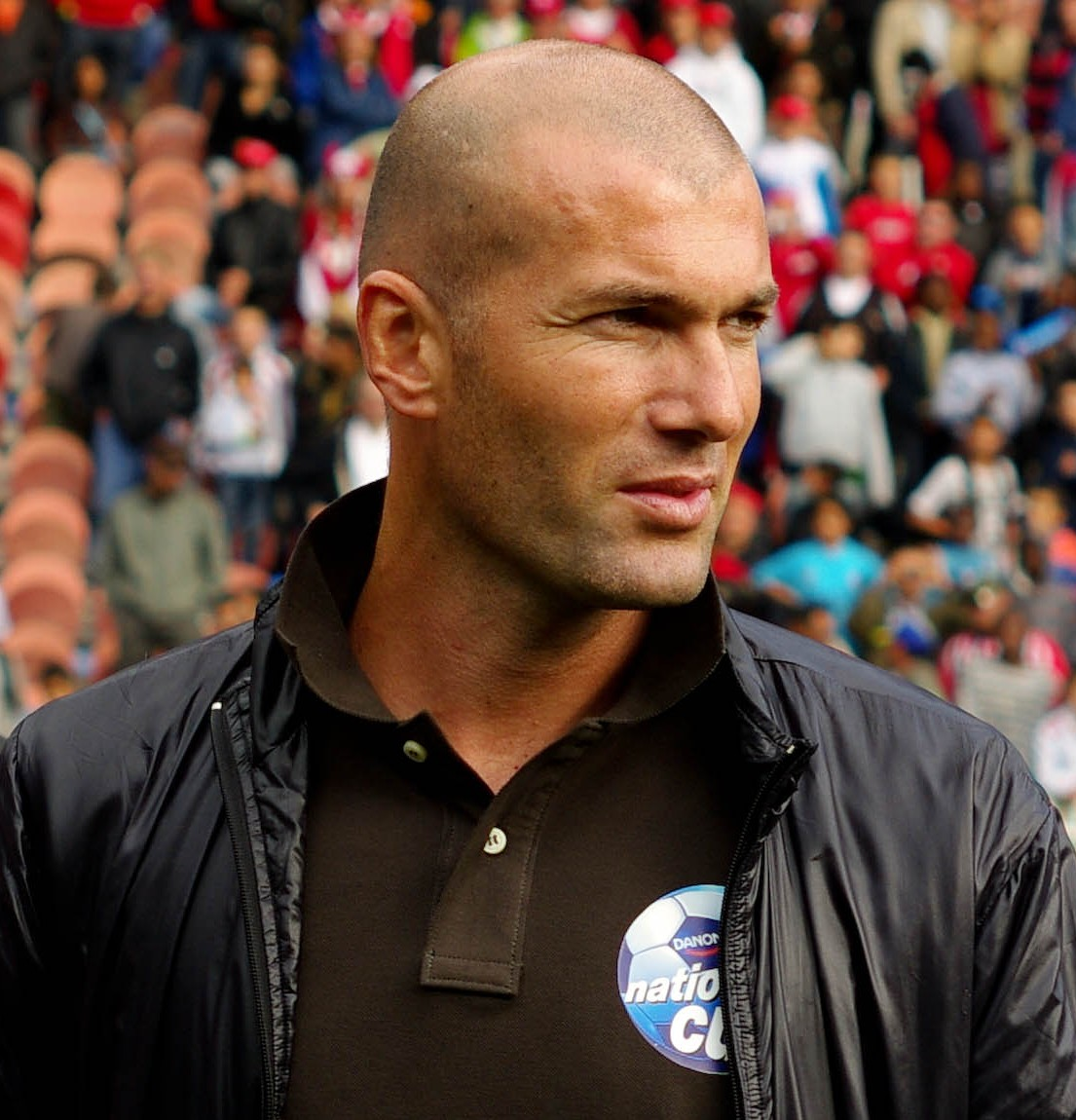
Zinédine Zidane werd in 2000 voor de tweede keer Wereldvoetballer van het jaar.

In 2000 werd Zinédine Zidane door de FIFA verkozen tot Wereldvoetballer van het jaar. Het was de tweede keer dat de Fransman deze prijs won, in 1998 werd hij ook verkozen tot beste voetballer ter wereld.

## Resultaten
| #  | Speler             | Club                       | Punten |
| -- | ------------------ | -------------------------- | ------ |
| 1  | Zinédine Zidane    | Juventus                   | 370    |
| 2  | Luís Figo          | FC Barcelona → Real Madrid | 329    |
| 3  | Rivaldo            | FC Barcelona               | 263    |
| 4  | Gabriel Batistuta  | Fiorentina → AS Roma       | 57     |
| 5  | Andrij Sjevtsjenko | AC Milan                   | 48     |
| 6  | David Beckham      | Manchester United          | 41     |
| 7  | Thierry Henry      | Arsenal                    | 35     |
| 8  | Alessandro Nesta   | Lazio Roma                 | 23     |
| 9  | Patrick Kluivert   | FC Barcelona               | 22     |
| 10 | Francesco Totti    | AS Roma                    | 14     |
|    | Raúl               | Real Madrid                | 14     |

## Referentie
- World Player of the Year - Top 10

1991 · 1992 · 1993 · 1994 · 1995 · 1996 · 1997 · 1998 · 1999 · 2000 · 2001 · 2002 · 2003 · 2004 · 2005 · 2006 · 2007 · 2008 · 2009